# Tubiporidae
Die Tubiporidae sind eine Familie der Achtstrahligen Korallen (Octocorallia), die in flachen bis mäßig tiefen Regionen  des tropischen Indopazifiks und in seinen Nebenmeeren vorkommt.

## Merkmale
Die Arten der Familie Tubiporidae bilden Tierkolonien, die aus vielen Einzelpolypen bestehen. Die Kolonien besitzen kein Achsenskelett, sondern bilden aus verschmolzenen Skleriten feste Röhren, in denen die Polypen stecken. Diese sind durch ein Netzwerk von Ausläufern (Stolonen) oder Membranen miteinander verbunden. Durch die Ansammlung vieler Röhren können auch vertikal verlaufende Gebilde oder buschige Kolonien entstehen, die dann durch erhöhte Stolonen miteinander verbunden werden. Die gleichmäßig verteilten Polypen sind monomorph und können sich in die Röhren zurückziehen. Die Sklerite der Polypen und ihrer Tentakeln haben in den meisten Fällen die Form stachliger Spindeln oder Stäbchen. Sie können auch fehlen.  Viele Arten der Familie Tubiporidae leben in einer Endosymbiose mit einzelligen, symbiotischen Algen (Zooxanthellen), andere sind ohne Zooxanthellen, sind also auf planktonische Nahrung angewiesen.

## Gattungen

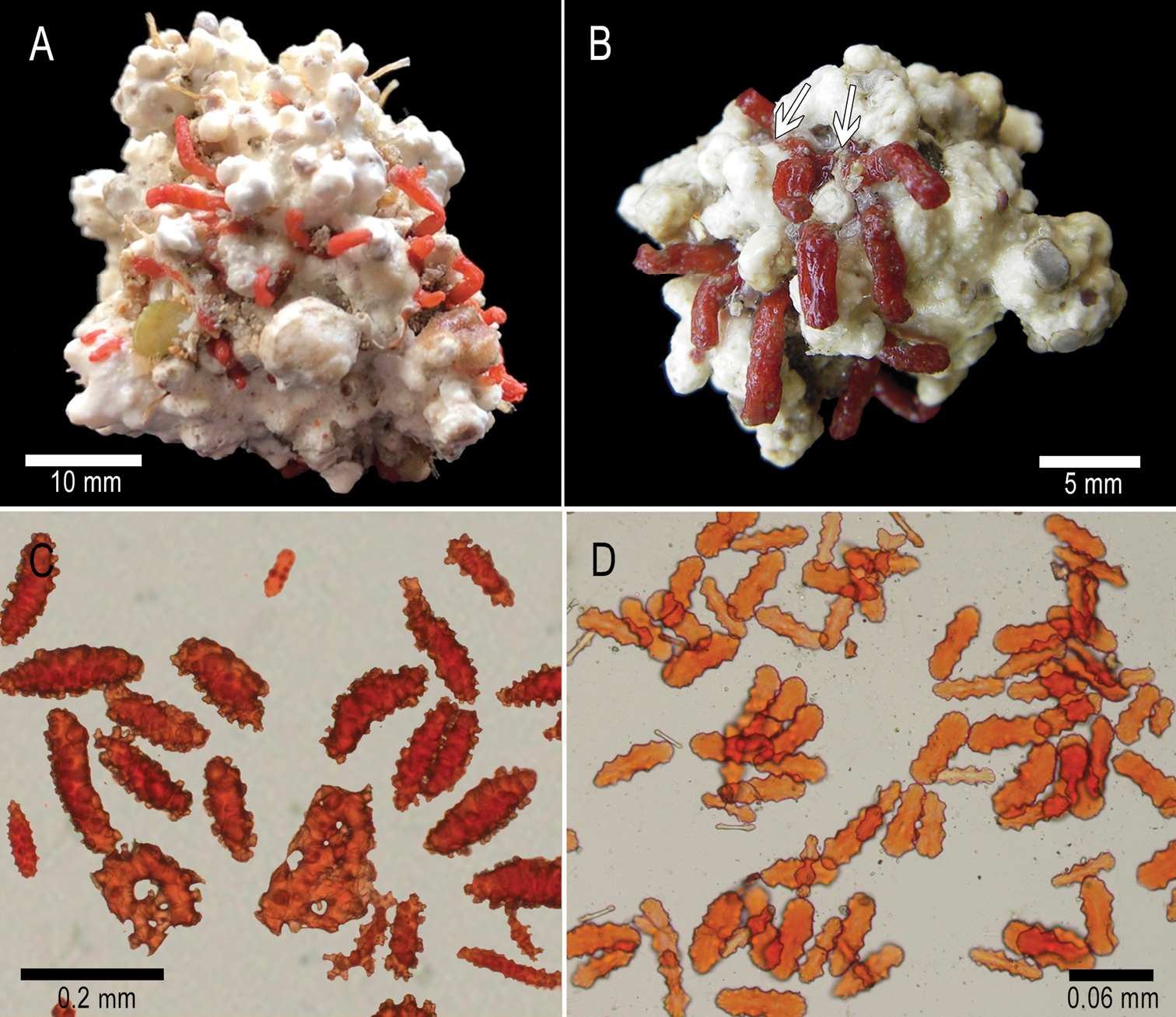
Typusexemplare und Sklerite von Rhodolitica occulta

Zur Familie Tubiporidae gehören zehn Gattungen:
- Bathytelesto Bayer, 1981
- Cyathopodium Verrill, 1868
- Paratelesto Utinomi, 1958
- Rhodelinda Bayer, 1981
- Rhodolitica Breedy, van Ofwegen, McFadden & Murillo-Cruz, 2021
- Scyphopodium Bayer, 1981
- Stereotelesto Bayer, 1981
- Stragulum van Ofwegen & Haddad, 2011
- Telesto Lamouroux, 1812;
- Tubipora Linnaeus, 1758